# Лийк (окръг, Мисисипи)
Окръг Лийк (на английски: Leake County) е окръг в щата Мисисипи, Съединени американски щати. Площта му е 1515 km², а населението - 20 940 души (2000). Административен център е град Картидж.